# Lophogaster rotundatus
Lophogaster rotundatus är en kräftdjursart. Lophogaster rotundatus ingår i släktet Lophogaster och familjen Lophogastridae. Inga underarter finns listade i Catalogue of Life.